# Dichlorvos
Dichlorvos (též dichlorvinyldimethylfosfát či DDVP, systematický název 2,2-dichlorethenyldimethylfosfát) je velmi těkavý organofosfát široce používaný jako fumigant pro hubení škůdců a k ochraně skladovaných výrobků před hmyzem. Je účinný proti smutnicím, mšicím, sviluškám, housenkám, třásnokřídlým a molicím. Používá se i v oblasti zpracování obilí, a také pro hubení různých červů způsobujících nemoci u psů, dobytka a lidí. Někdy se přidává do krmiva proti vývinu larev střečkovitých ve hnoji.
Působí jak jako kontaktní, tak jako požerový insekticid. Je k dispozici v podobě aerosolu nebo rozpustného koncentrátu, dále pak také v insekticidních obojcích a v podobě impregnovaných plastových proužků. EPA uvažovala zakázat v USA dichlorvos již v roce 1981. Později byl několikrát při různých příležitostech blízko zákazu, nicméně zatím stále zůstává povolen. Hlavní obavy jsou z jeho akutní a chronické toxicity. Zatím neexistují žádné přesvědčivé důkazy o jeho karcinogenitě, ovšem studie z roku 2010 zjistila, že desetinásobné zvýšení koncentrace organofosfátových metabolitů v moči je spojena s 55-72% zvýšením pravděpodobnosti výskytu ADHD u dětí.
DDVP se vstřebává všemi cestami expozice. Mezi příznaky intoxikace patří slabost, bolesti hlavy, úzko na prsou, rozmazané vidění, slinění, pocení, nauzea, zvracení, průjem a břišní křeče.
Dichlorvos poškozuje DNA hmyzu v muzejních sbírkách.